# Kakehashi-gawa
Le fleuve Kakehashi (梯川, Kakehashi-gawa) est un cours d'eau de la préfecture d'Ishikawa au Japon.

## Géographie
Le cours du fleuve Kakehashi, long de 42 km, est entièrement situé dans la ville de Komatsu, dans un bassin versant d'une superficie de 271 km2. Il prend sa source, dans le sud de Komatsu, à Suzugaoka, une colline proche du mont Dainichi appartenant aux monts Ryōhaku.
Dans sa partie supérieure il est appelé fleuve Otsugidani et change de nom dans le district de Hasadani après le barrage d'Akase.
À environ 1,2 km de son embouchure, la mer du Japon, il est rejoint par un affluent, la rivière Mae.

## Catastrophes naturelles
En août 1896, des pluies torrentielles font déborder le fleuve Kakehashi. Le long de son cours, plus de 10 000 maisons sont inondées, 73 personnes meurent et 147 autres sont blessées. En septembre de la même année, de fortes pluies accompagnées de bourrasques de vent font sept victimes, dix-neuf blessés et détruisent 332 maisons.
En juillet 1949, le fleuve sort de son lit et inonde 845 maisons sans faire aucune victime.
En juin 1984, le débordement du fleuve Kakehashi dû à de fortes pluies venues de la mer du Japon provoque l'inondation de 845 maisons et de 210 ha de rizières.